# 苏黎世大学

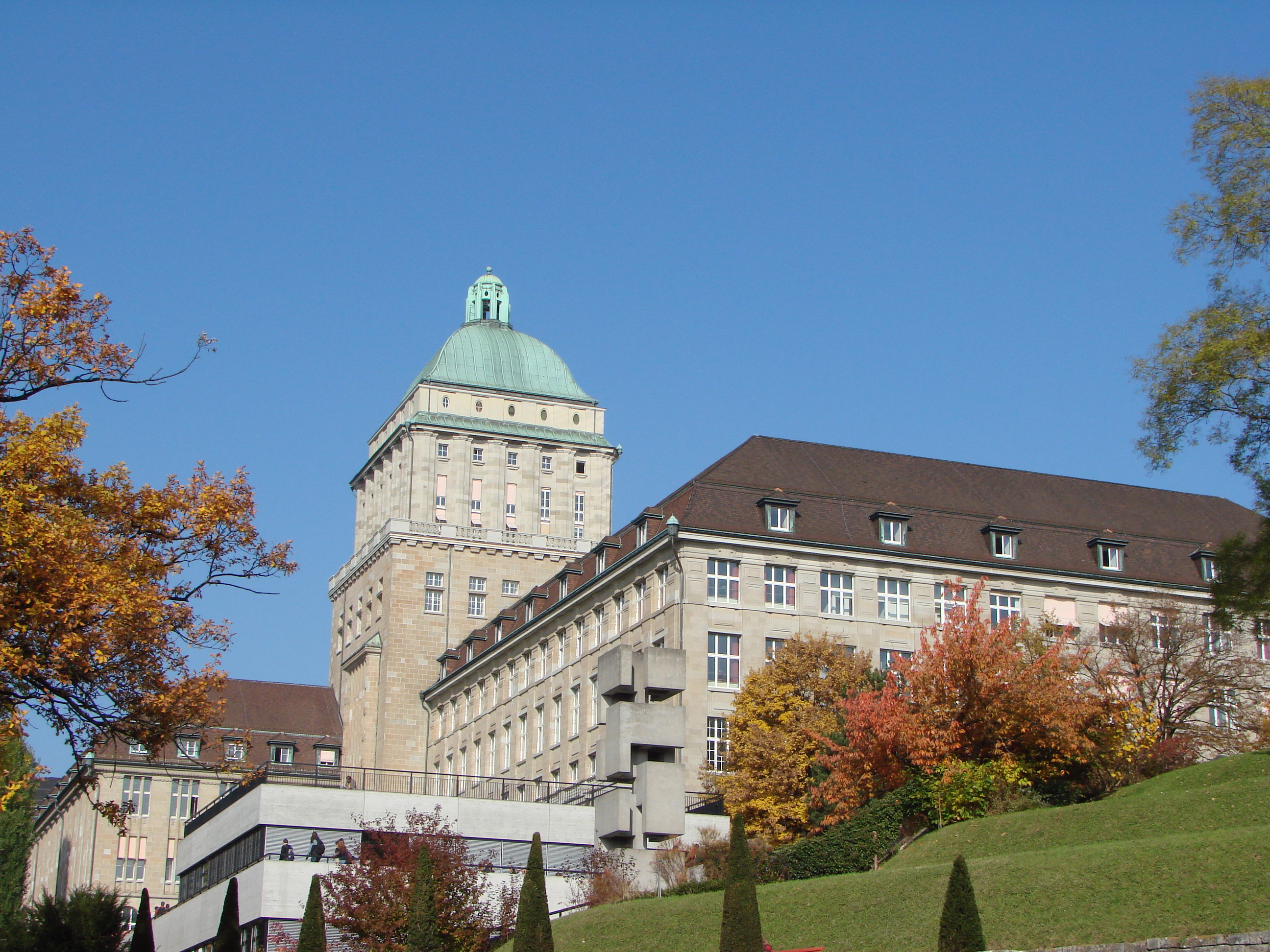

47°22′29″N 8°32′54″E / 47.37472°N 8.54833°E
苏黎世大学（德語：Universität Zürich，縮寫：UZH）是瑞士的一所州立大学，位于瑞士德语区苏黎世。该校成立于1833年，现有425位教授、两万四千余名学生分布于7个学院、百四十多个研究所，是瑞士最大的综合大学。苏黎世大学在分子生物学、神经科学、人类学等领域享有世界声誉，校友及教授中共产生了爱因斯坦等12位诺贝尔奖得主（包括校友、教授及所有研究人员共23位）。苏黎世大学是欧洲研究型大学联盟和国际博登湖高校联盟的成员。

## 历史
苏黎世大学最早可以追溯到瑞士宗教改革家慈運理于1525年创立的神学院。1833年，苏黎世州将已有的神学院、法学院和医学院合为（苏黎世大学拉丁名），并增设哲学院，开创欧洲由民主政府而非君主或教会兴办大学的先例。1859年，哲学院分为哲学一院（文史哲）和哲学二院（数理）。1866年，正式招收第一名女生，这个名叫娜杰日达·苏斯洛娃的俄国学生次年成为第一位在德语国家获得博士学位的女性。1873年，该校启用德文名（直译为“苏黎世高校”）。1901年，合并苏黎世兽医学校，成立了世界第二家兽医学院。1912年，正式更名为苏黎世大学（Universität Zürich），以区别于苏黎世联邦理工学院（Eidgenössische Technische Hochschule Zürich）。1914年，由著名瑞士建筑师卡尔·莫泽尔设计建造的苏黎世大学主楼落成，学校迁入现址。1933年，成立百周年，学生数目突破两千人。1973年，在校学生超过一万人，Irchel校区开工，直至1994年三期落成。1992年，法政学院分为法学院和经济学院。1998年，苏黎世州通过大学法，苏黎世大学取得自治地位。

## 排名
- Academic Ranking of World Universities (ARWU) 2020[5]: 56
- US News Best Global Universities 2021[6]: 62
- QS Global World Rankings 2021[7]: 69
- THE World University Rankings 2021[8]: 73

## 结构

### 管理机构
苏黎世大学由以下机构管理：
- 校董会：大学最高机构，负责制定发展战略和监督。
- 执委会：大学日常管理机构，由校长、医学与自然科学副校长、法学与经济学副校长、人文与社会学副校长和行政与财务主管组成。
- 大执委会：大学最高学术机构，由执委会成员、各学院院长以及若干讲师、助理教员、学生的代表组成。
- 评议会：负责选举和任免大学校长和副校长、评议大学事务，由校长、全体教授以及若干讲师、助理教员、学生的代表组成。

### 学术单位
苏黎世大学是瑞士教研领域最广的大学，共约一百个专业分布于7个学院和一百四十多个研究所，另有12个博物馆、4间医院和苏黎世大学主图书馆、苏黎世中央图书馆等公共图书馆。
- 神学院
- 法学院
- 经济学院
- 医学院
- 瑞士兽医学院
- 文哲学院
- 数理学院（http://www.mnf.uzh.ch/ （页面存档备份，存于））

## 著名人物
苏黎世大学诞生了一大批对瑞士乃至世界有影响力的人物，包括爱因斯坦等12位诺贝尔物理学奖、化学奖、生理学或医学奖得主，许多毕业生亦成为瑞士政商学界要人。

### 诺贝尔奖得主
| 年份 | 领域 | 得主                | 苏黎世大学渊源                       |
| ---- | ---- | ------------------- | ------------------------------------ |
| 1901 | 物理 | 威廉·伦琴           | 博士（1867）                         |
| 1902 | 文学 | 特奥多尔·蒙森       | 教授（1852-1854）                    |
| 1913 | 化学 | 阿尔弗雷德·维尔纳   | 教授（1893-1918）                    |
| 1914 | 物理 | 马克斯·冯·劳厄      | 教授（1912-1914）                    |
| 1921 | 物理 | 阿尔伯特·爱因斯坦   | 博士（1906）及教授（1909-1911）      |
| 1933 | 物理 | 薛定谔              | 教授（1921-1927）                    |
| 1936 | 化学 | 彼得·德拜           | 教授（1911-1912）                    |
| 1937 | 化学 | 保罗·卡勒           | 教授（1918-1958）及校长（1950-1951） |
| 1939 | 化学 | 拉沃斯拉夫·鲁日奇卡 | 讲师（1920-1925）                    |
| 1949 | 医学 | 瓦尔特·鲁道夫·赫斯  | 讲师（1913-1916）及教授（1917-1957） |
| 1987 | 物理 | 卡尔·米勒           | 讲师（1962-1970）及教授（1970至今）  |
| 1996 | 医学 | 羅夫·辛克納吉       | 教授（1979至今）                     |

## 注
1. 1 2  苏黎世大学2007年报 的存檔，存档日期2008-12-06.
2. 1 2  .   [2009-02-14]. （原始内容存档于2017-11-10）.
3. ↑  当时苏黎世大学的，相当于现时文理学院，因当时科学仍未从哲学分离出来。
4. 1 2 3  http://www.uzh.ch/about/portrait/history.html （页面存档备份，存于） 苏黎世大学校史
5. ↑  .   [2021-05-01]. （原始内容存档于2021-02-11）.
6. ↑  .   [2021-05-01]. （原始内容存档于2021-05-01）.
7. ↑  .   [2021-05-01]. （原始内容存档于2021-01-27）.
8. ↑  .   [2021-05-01]. （原始内容存档于2015-06-05）.
9. ↑  .   [2009-02-14]. （原始内容存档于2017-05-17）.